# Omalotettix obliquus
Omalotettix obliquus is een rechtvleugelig insect uit de familie veldsprinkhanen (Acrididae). De wetenschappelijke naam van deze soort is voor het eerst geldig gepubliceerd in 1824 door Thunberg.